# Japan Cup 1992 (ciclismo)
La Japan Cup 1992, prima storica edizione della corsa in linea nipponica valida come evento UCI categoria 1.4. Venne vinta dal belga Hendrik Redant sullo statunitense Bart Bowen. Con i suoi 185,4 km fu anche, ad ora, la più lunga edizione.

## Ordine d'arrivo (Top 10)
| Pos. | Corridore          | Squadra           | Tempo    |
| ---- | ------------------ | ----------------- | -------- |
| 1    | Hendrik Redant     | Lotto-Caloi       | 5h34'08" |
| 2    | Bart Bowen         | Subaru-Montgomery | s.t.     |
| 3    | Laurent Madouas    | Castorama         | a 3'04"  |
| 4    | Cezary Zamana      | Subaru-Montgomery | a 3'54"  |
| 5    | Philippe Bouvatier | Castorama         | a 3'59"  |
| 6    | Louis De Koning    | Panasonic         | s.t.     |
| 7    | Masatoshi Ichikawa | Bleiker Teppiche  | a 4'00"  |
| 8    | Kazuya Hashizume   | Jpn. ProRoad      | s.t.     |
| 9    | Eric Van Lancker   | Bleiker Teppiche  | s.t.     |
| 10   | Giancarlo Perini   | Carrera           | a 4'03"  |